# Sardhana
Sardhana är en stad i den indiska delstaten Uttar Pradesh, och tillhör distriktet Meerut. Den är belägen vid Gangeskanalen, 22 kilometer från Meerut, och folkmängden uppgick till 58 252 invånare vid folkräkningen 2011.
Befolkningen består av hinduer, muslimer och ett mindre antal kristna. En fransk desertör, Walter Rainhard, i Indien kallad Samru (död 1778), som kämpade mot britterna, fick Sardhana som län av stormogulen. Hans änka Suimri Begum (Johanna Noblis), en infödd (döpt 1781, död 1836), styrde med kraft staden och lät bl.a. uppföra en katolsk katedral.